# Dubai Air Wing
Dubai Air Wing (in arabo جناح طيران دبي الملكي‎?) è la compagnia aerea del governo e della famiglia dell'emirato di Dubai. Ha sede a Dubai mentre il suo hub principale è l'aeroporto Internazionale di Dubai.

## Flotta

### Flotta attuale

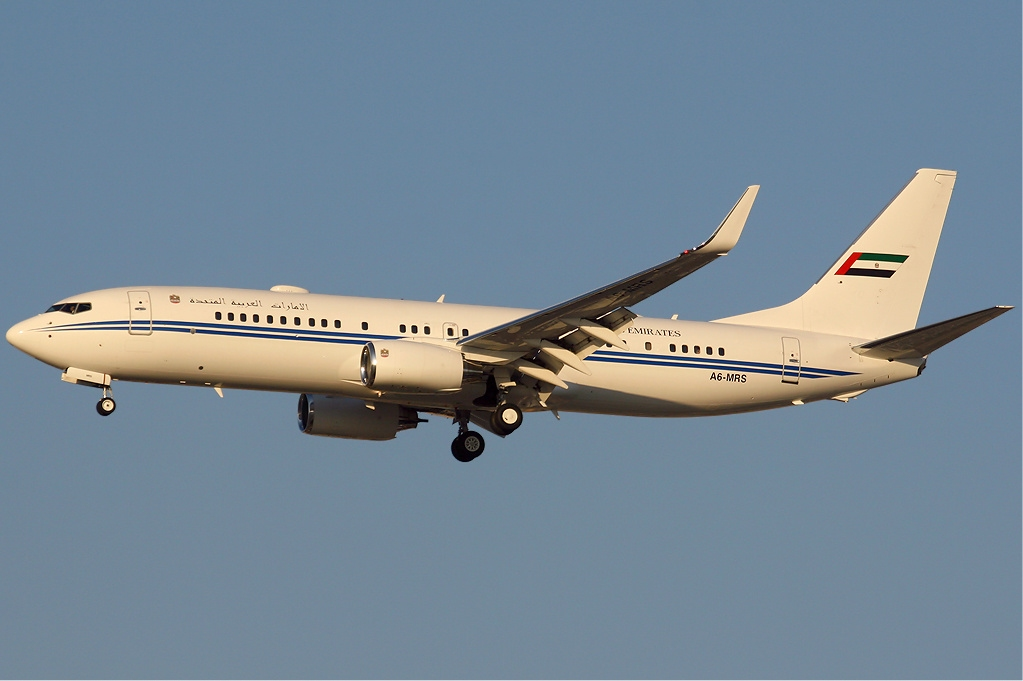
Un Boeing 737-800(BBJ2).

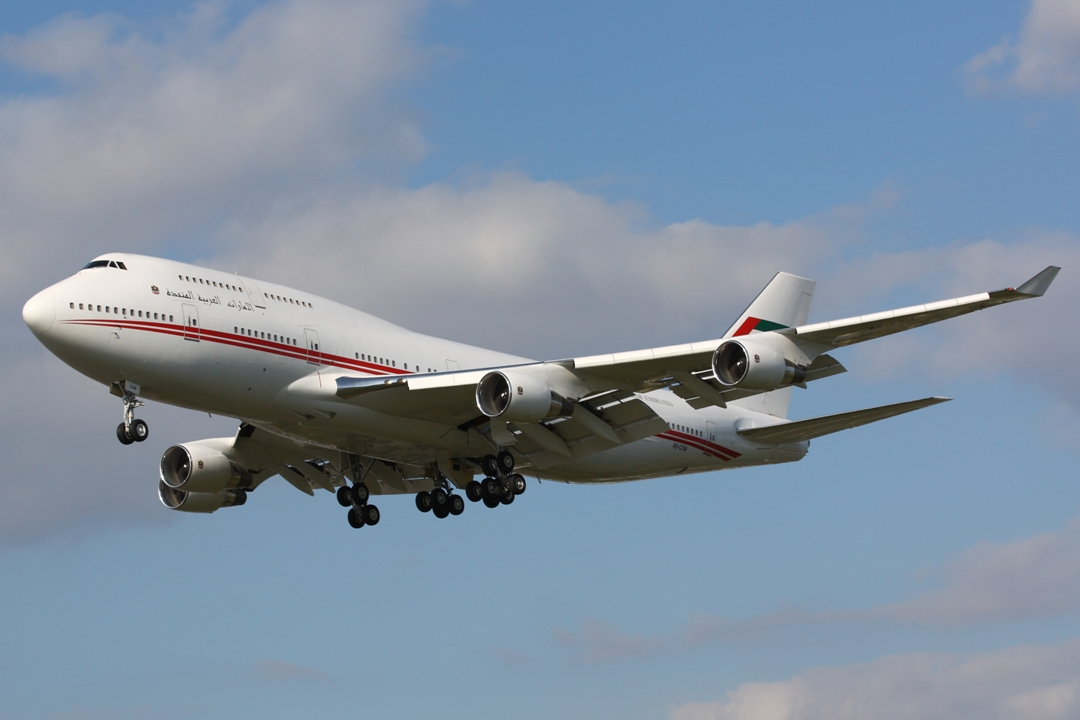
Un Boeing 747-400.

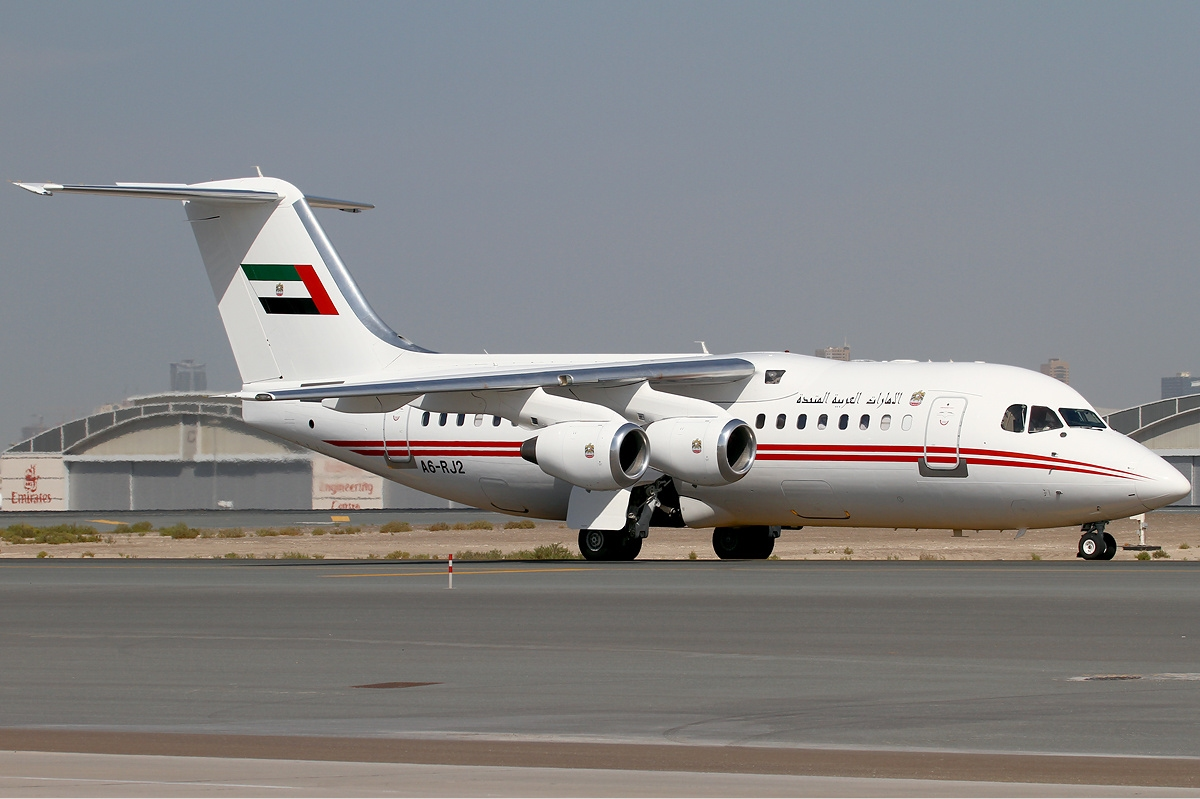
Un British Aerospace BAe 146.

Ad aprile 2025, Dubai Air Wing opera con i seguenti aeromobili:

### Flotta storica
Dubai Air Wing operava in precedenza con i seguenti aeromobili: